# Aysha lisei
Aysha lisei là một loài nhện trong họ Anyphaenidae.
Loài này thuộc chi Aysha. Aysha lisei được Antonio D. Brescovit miêu tả năm 1992.